# Muzeum Starego Teatru w Krakowie
Muzeum Narodowego Starego Teatru im. Heleny Modrzejewskiej – krakowskie muzeum historii teatru mieszczące się w budynku Narodowego Starego Teatru obecnie przekształcone w Muzeum Interaktywne / Centrum Edukacji Teatralnej MICET.

## Historia muzeum
Muzeum zostało otwarte w 1981 roku z okazji 200 rocznicy istnienia sceny na rogu placu Szczepańskiego i ul. Jagiellońskiej. Muzeum powstało z inicjatywy historyka teatru profesora Jerzego Gota, autorką scenariusza wystawy była Krystyna Spiegel, wnętrza zaprojektowały Barbara Borkowska i Monika Piotrowicz-Stokłosa. Dyrektorem Muzeum od 1984 roku jest historyk sztuki Anna Litak.

## Ekspozycja
W muzeum przedstawiono dokonania najwybitniejszych twórców związanych ze Starym Teatrem w XIX i XX wieku. Wśród eksponatów można znaleźć wiele interesujących dokumentów wśród nich pierwszy plan widowni teatru autorstwa Jacka Kluszewskiego z 1799 roku. Zwiedzając muzeum warto zwrócić uwagę na parę portretów teatralnych z 1820 roku. Jeden z nich przedstawia wybitnego XIX-wiecznego aktora Alojzego Żółkowskiego jako „ojca polskiego teatru” a zarazem jako alegorię Komedii. Drugi z obrazów przedstawia Wojciecha Bogusławskiego jako alegorię Tragedii.
Ekspozycja muzeum obejmuje także wiele rekwizytów i elementów scenografii a także fotografie z różnych odbywających się w historii teatru spektaklach.
Uwagę przyciągają także wystawione na manekinach autentyczne kostiumy teatralne.

### Wystawy czasowe
Podczas prawie 30 lat działalności muzeum zorganizowano w nim ponad 40 wystaw poświęconych aktorom, reżyserom oraz wielu innym zagadnieniom związanym z teatralną tematyką.

## Działalność edukacyjna
Muzeum prowadzi rozbudowaną działalność edukacyjną skierowaną do uczniów szkół różnego typu. Pracownicy muzeum przeprowadzają lekcje muzealne, warsztaty, oraz projekcje wideo archiwalnych przedstawień. Do 2007 roku z tej oferty skorzystało przeszło 30 000 uczniów.